# Make Poverty History
Make Poverty History er en global kampagne, der som mål har at afskaffe fattigdom i verden: Gør fattigdom til historie. 
Kampagnen blev lanceret i forbindelse med Live 8-koncerterne den 2. juli 2005 arbejder for at gøre frihed for fattigdom til et spørgsmål om retfærdighed, i stedet for et spørgsmål om almisser, og man opfordrer verdens statsledere til at sætte fart på ikke blot udviklingsbistanden, men måske især gældslettelsen og forbedringen af handelsvilkårene for verdens fattigste. 
Det lykkedes at gøre fattigdomsspørgsmålet til et af hovedemnerne på det 31. G8-topmøde, som fandt sted i Gleneagle i Skotland i juli 2005, omend resultaterne hovedsageligt handlede om bistand, mens ændringer af handelshindringer ikke kom videre end til hensigtserklæringer. 
Den næste internationale begivenhed kampagnen vil søge at påvirke bliver FN-topmødet i New York i september.
Den danske del af kampagnen varetages af U-landsorganisationen IBIS og FN's udviklingsorganisation UNDP.
Symbolet for kampagnen er det hvide armbånd, som er et signal om handling til de politiske ledere. 